# Хінес
Хінес (ісп. Gines) — муніципалітет в Іспанії, у складі автономної спільноти Андалусія, у провінції Севілья. Населення — 13 108 осіб (2010).
Муніципалітет розташований на відстані близько 390 км на південний захід від Мадрида, 6 км на захід від Севільї.

## Демографія
Динаміка населення (INE ):